# Browning n.º 34
Browning n.º 34 es un municipio rural canadiense situado en la provincia de Saskatchewan.

## Superficie
Browning n.º 34 tiene una superficie de 797 km².

## Demografía
En 2021, tenía 355 habitantes, una densidad poblacional de 0,4 hab./km², y 172 viviendas.